# Mount Elgon
Mount Elgon is een dode stratovulkaan op de grens van Oeganda en Kenia. Aan beide zijden van de grens ligt de berg in een nationaal park. De vulkaan is genoemd naar de stam van Elgonyi die vroeger in de grote spelonken van de zuidkant van de berg woonden. De berg was bij de Masai bekend als "Ol Doinyo Ilgoon" ('Borstberg') en als "Masawa" aan de Oegandese kant. Het oppervlak bestaat grotendeels uit rood laterietgesteente. Het is de oudste en grootste solitair gelegen vulkaan in Oost-Afrika en beslaat een gebied van ca. 3500 km².
In de berg ontspringen verschillende rivieren, waaronder de Suamrivier en de Nzoiarivier. Deze laatste mondt uit in het Victoriameer.
Ook zijn er meerdere grotten te vinden waaronder Kitum cave. Kitum cave is 200 meter diep. In 1980 raakte een bezoeker van de grot besmet met het Marburgvirus. In 1987 gebeurde hetzelfde. Beide patiënten overleden aan de ziekte. De grot werd onderzocht op sporen van het virus maar er werd niks gevonden. Ook niet in de uitwerpselen van de vleermuizen. Na de tweede besmetting is de grot een aantal jaren gesloten voor bezoekers.
Mount Elgon heeft 5 belangrijke toppen:
- Wagagai  (4321 m)
- Sudek    (4302 m)
- Koitobos (4222 m)
- Mubiyi   (4211 m)
- Masaba   (4161 m)

De berg is vrij makkelijk te beklimmen.